# يينس أندرسن
يينس أندرسن (28 يونيو 1929 – 24 أبريل 2010) هو ملاكم دنماركي راحل، مثّل بلاده في الألعاب الأولمبية الصيفية 1956.

## روابط خارجية
يينس أندرسن على موقع أوليمبيديا (الإنجليزية)